# Berlin Metropolitan School
Die Berlin Metropolitan School ist eine Privatschule in Berlin-Mitte mit einem Programm von K-12. Das Angebot der Berlin Metropolitan School umfasst Vorschule, Grundschule und Sekundarstufe (Early Learning, Primary, Secondary) und bietet den Schülern die internationalen Abschlüsse IGCSE und IBDP sowie den MSA. Der Campus der Berlin Metropolitan School befindet sich in Berlin-Mitte zwischen Linienstraße und Torstraße in der Nähe des Oranienburger Tors.

## Profil und Schwerpunkte
Die Schule hat 1135 Schüler von der Vorschule bis zur 12. Klasse. Die Klassenstärke beträgt pro Klasse in der Regel 22–24 Kinder, die von jeweils einem deutschsprachigen und einem englischsprachigen Lehrer betreut werden. Gelehrt wird in englischer Sprache nach den Lehrplänen der International Baccalaureate Organisation und der University of Cambridge auf Basis des Berliner Rahmenlehrplans. Der Anteil internationaler Familien an der Berlin Metropolitan School beträgt 45 %. Der Anteil englischsprachiger Lehrer beträgt 75 %.
Eigenen Angaben zufolge ist die BMS die älteste internationale Schule im Zentrum Berlins und eine anerkannte IB World School der International Baccalaureate Organisation.
Als Ganztagsschule bietet die Berlin Metropolitan School Betreuungszeiten von 8:00 bis 18:00 Uhr. Der Unterricht beginnt 8:30 Uhr und endet um 15:00/15:45 Uhr. Nach dem Unterricht können die Kinder und Jugendlichen aus einem Programm von Aktivitäten, Clubs und Kursen auswählen. Die Ausbildung an der Berlin Metropolitan School soll für alle Schüler laut Schulprogramm Vorbereitung auf eine globalisierte Welt sein. Deshalb stehen die Schulung von Problemkompetenz, Sprache, interkultureller Verständigung und die Entwicklung der Persönlichkeit von der Sozialkompetenz bis hin zum Training von kommunikativen und darstellenden Fähigkeiten im Vordergrund.
Die Schule wird von Silke Friedrich geleitet, der Frau des Unternehmers und Verlegers Holger Friedrich.

## Ausstattung

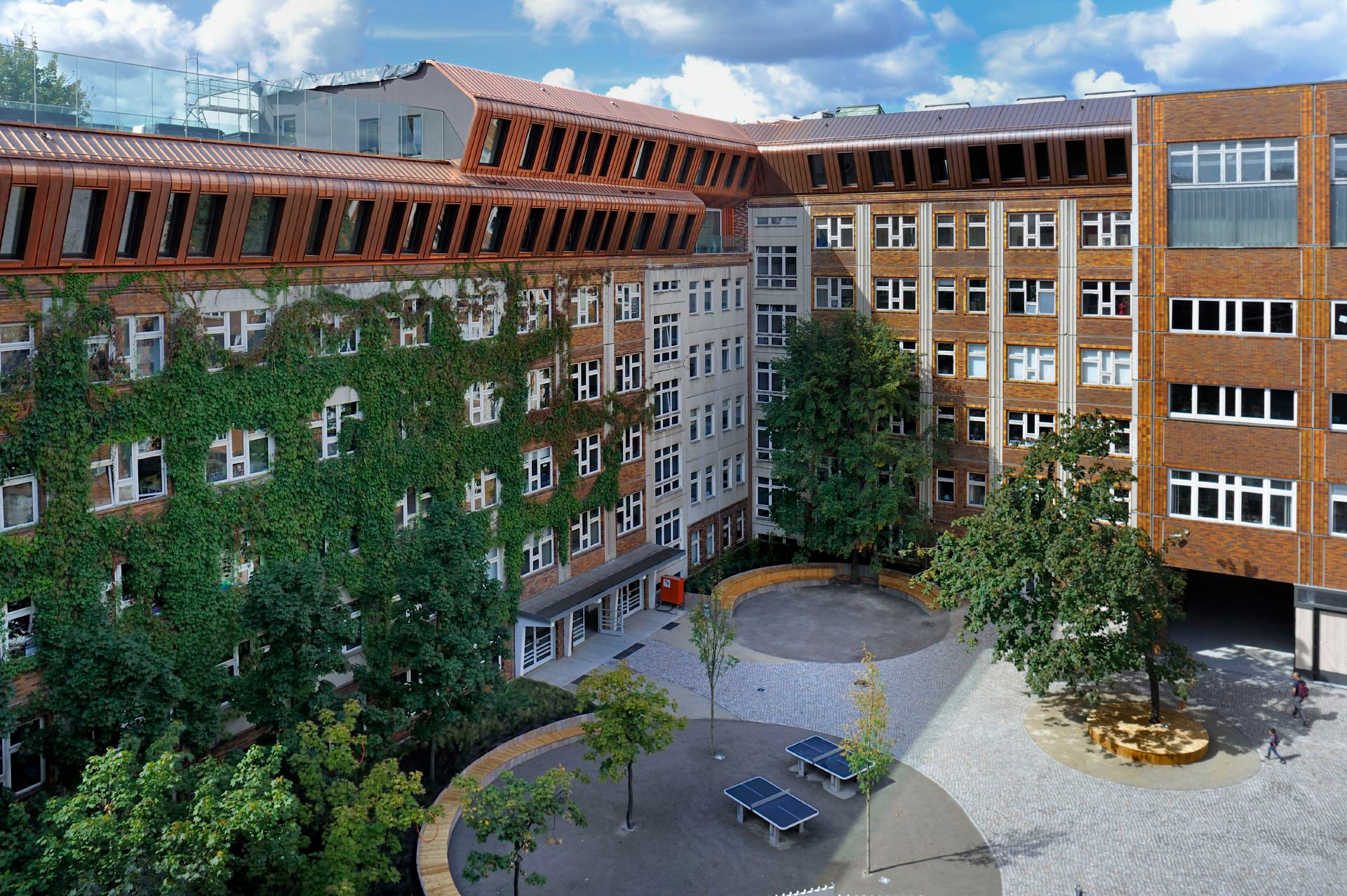
Berlin Metropolitan School

Das Gebäude der Schule wurde 1987 als Plattenbau errichtet und zwischen 2014 und 2020 vom Architekturbüro Sauerbruch Hutton umgebaut und aufgestockt.
Die Klassenräume sind mit modernen Unterrichtshilfen wie interaktiven Whiteboards und Computern ausgestattet. Die Schule verfügt über eine eigene englischsprachige Kinder- und Jugendbibliothek, über Computer- und Science-Labs (von englisch „Lab“ für Labor), sowie Schulhof, Turnhalle und Mensa.

## Kosten
Das Schulgeld ist vom Einkommen der Eltern abhängig und beträgt pro Monat je nach Jahrgangsstufe zwischen 210 und 1.340 Euro (11. und 12. Jahrgangsstufe, Stand Neuvertrag September 2023).
Hinzu kommen Gebühren für Lehr-/Lernmittel und Verpflegung.

## Kritik
Im Jahr 2018 gab es einen Vorfall durch eine Lehrerin an der Schule, der hinsichtlich Diskriminierung und Rassismus auch durch die Schulaufsicht geprüft wurde.
In einer Studie von 2016 machten zwei Wissenschaftler des Wissenschaftszentrum Berlin für Sozialforschung (WZB) Berliner Privatschulen, darunter auch der Berlin Metropolitan School, den Vorwurf, sie würden von den Eltern zu hohe Beiträge erheben. Damit werde das in der Verfassung verankerte Prinzip, dass „eine Sonderung der Schüler nach den Besitzverhältnissen der Eltern nicht gefördert wird“, missachtet. Dieser Vorwurf wurde in der Öffentlichkeit aufgegriffen und führte zu einer verstärkten Überprüfung.
Die Ehefrau von Holger Friedrich, Verleger der Berliner Zeitung ist die Schulleiterin. Die Zeitung hat ein Interview über die Vorzüge von Privatschulen mit dem ehemaligen Berliner Schulstaatssekretär Mark Rackles und einem Bildungsforscher geführt.